# 사회적 거리두기

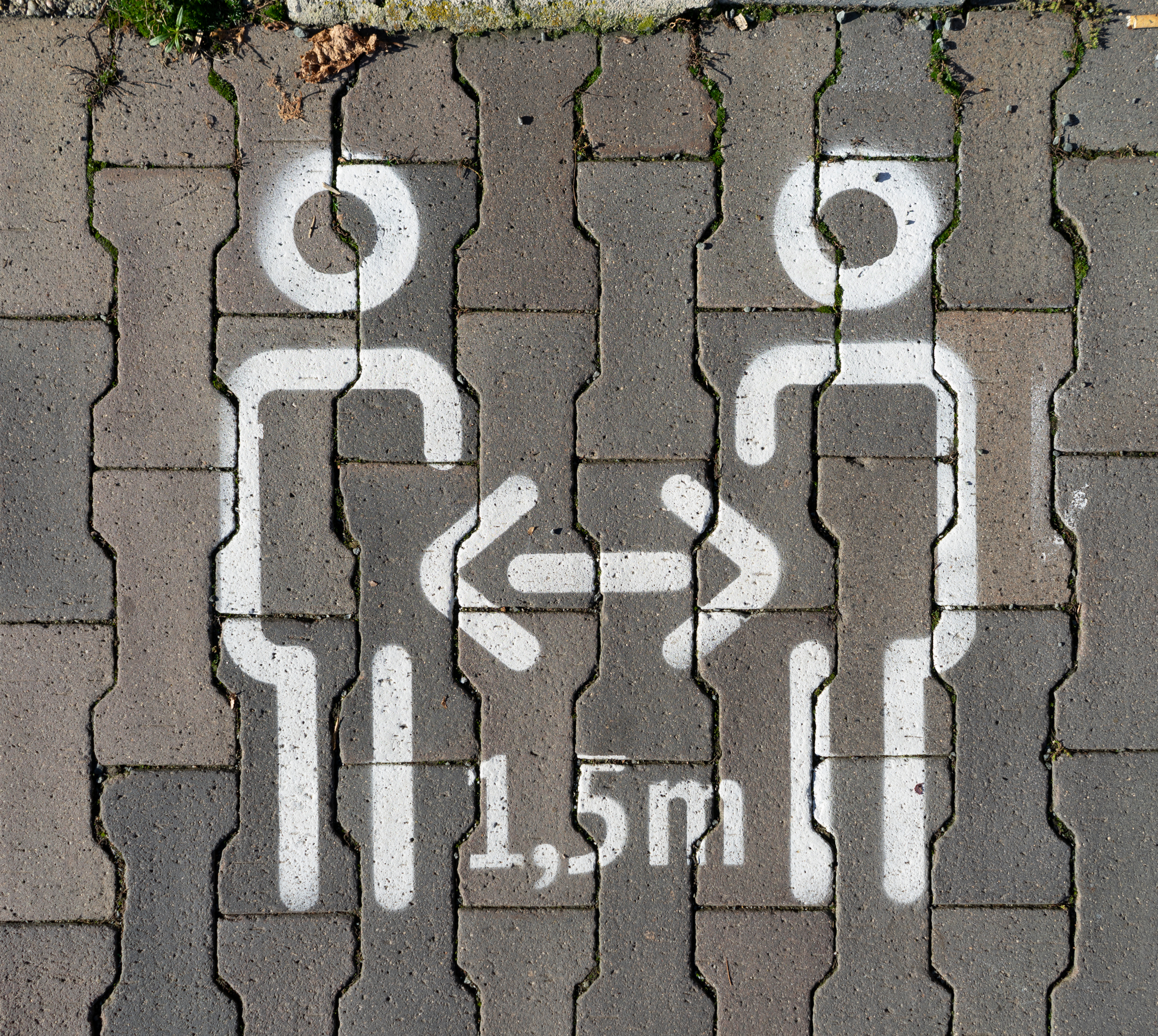

자가 격리의 사회적 거리두기를 통해 감염병의 이론적 확산을 피하고, 감염률을 낮춰 발병을 멈출 수 있다.

감염병의 급한 정점을 낮춰 유행 곡선을 평탄하게 함으로써 의료 서비스의 과포화를 막을 수 있다.

사회적 거리두기(社會的 距離-, 영어: social distancing) 또는 물리적 거리두기(物理的 距離-, 영어: physical distancing) 혹은 안전한 거리두기(安全 距離-, 영어: safe distancing)는 감염 관리의 종류 중 하나이며, 사회적 거리두기의 목표는 감염이 걸린 사람과 감염되지 않은 사람 사이의 접촉 가능성을 감소시켜 질병의 전파를 늦추고 궁극적으로 사망률을 최소화하는 것이다. 또한 사회적 거리두기는 개인 또는 집단 간 접촉을 최소화하여 감염병의 전파를 감소시키는 공중보건학적 감염병 통제 전략이다. 개인과 개인의 접촉을 최소화하는 규모부터 고위험군과 저위험군 인구집단을 분리시키는 방법까지 다양한 층위의 방식이 존재한다.

사회적 거리두기를 어길 때(왼쪽, 200명이 이동) "사회적 거리두기를 지킬 때"(오른쪽, 25명이 이동).
초록 = 건강하고 감염되지 않은 사람
빨강 = 감염된 사람
파랑 = 회복된 사람
검정 = 사망한 사람

사회적 거리두기는 기침이나 재채기 등의 비말 감염의 경우에 가장 효과적이다. 성적 접촉을 포함한 직접적인 신체적 접촉에 의한 감염이나 간접적인 물리적 접촉에 의한 감염이나 공기 감염하는 경우에도 효과적이다.
참고로, 세계보건기구(WHO)는 사회적으로는 연결되어 있지만 물리적으로만 거리를 두는 것을 강조하는 의미로 '사회적 거리두기'라는 표현 대신 '물리적 거리두기'라는 표현을 권장하고 있다.

## 나라별 현황

### 대한민국

#### 2020년
2020년 3월 22일 코로나19 확산에 따라 정세균 중앙재난안전대책본부장은 15일간 강도 높은 사회적 거리두기 대책을 발표했다. 중앙재난안전대책본부는 3월 22일부터 5월 5일(어린이날)까지의 사회적 거리두기 강화 기간 동안 감염 위험이 높은 종교시설을 비롯한 일부 시설과 업종의 운영을 제한하는 조치를 함께 실시한다고 발표하였다. 이에 따라 보건복지부장관은 3월 21일 오후, 각 지방자치단체에 행정명령 ‘집단감염 위험시설 운영제한 조치’를 통보하였다. 대책본부가 사회적 거리두기의 근거로 제시한 근거는 첫째로 전문가들이 지역사회에서 산발적 집단감염이 계속 발생하고 있고 코로나19가 세계적으로 대유행하고 있는 점을 고려할 때, 유행이 장기화될 것이며 아직 안심할 상황이 아니라는 의견을 제시하고 있다는 점이다. 또한 코로나19의 잠복기(44일)를 고려해 44일간의 집중적인 사회적 거리 두기를 전개하면, 지역사회에 존재할 수 있는 감염환자를 2차 전파 없이 조기에 발견하거나 자연 치유되는 효과를 거두어 현재의 위험 수준을 축소시킬 수 있고, 지역사회 감염을 현재의 방역 및 보건의료체계가 감당할 수 있는 수준으로 줄이면, 이후에는 일상생활과 경제활동이 조화를 이루는 ’생활 방역‘ 체계로 전환된다는 것이다. 자가격리시 발생하는 비용은 자가격리 지원금 지급을 통해 정부에서 지원하고 있다.
- 4월 하순부터 코로나 확진자 수가 10명 안팎으로 떨어졌고 결국 5월 3일 정부는 5월 6일부터 생활 속 거리두기라는 이름으로 생활 방역을 시작하였다.[7]8월 16일, 수도권에 한하여 다시 2단계로 격상되었으며, 이후 23일 전국으로 확대되었다. 8월 30일부터는 수도권에 사회적 거리두기 2단계를 유지하되 더욱 강화된 조치를 실시하였다.[8]
- 8월 30일 종료 예정이었던 수도권 사회적 거리두기 2단계 조치를 2.5단계로 강화해 9월 6일 24시까지 1주간 연장했으며, 이를 다시 9월 13일까지 1주간 연장했다.[9]
- 9월 14일부터 27일까지 2주간은 거리두기 단계를 하향해 2단계를 시행한다고 밝혔다.[10]
- 추석 연휴가 끝난 이후(10월 12일), 정부는 거리두기 단계를 1단계로 하향하였다.[11]
- 11월 1일 오후, 정부는 기존의 단계별 거리두기 단계를 '정밀 방역' 형태로 세분화하여 5단계 체제로 변경되었고, 이를 11월 7일부터 적용한다고 밝혔다.[12]
- 11월 24일 연속 300명대 코로나 확진자 때문에 정부가 수도권은 거리두기 단계를 2단계로 시행한다고 밝혔다.[13]
- 11월 29일 정부는 12월 1일부터 비수도권도 사회적 거리두기 1.5단계를 시행한다고 밝혔다.[14]
- 12월 6일 정부는 12월 8일부터 28일까지 수도권은 사회적 거리두기 2.5단계, 비수도권은 2단계로 시행한다고 밝혔다.[15]
- 12월 22일 정부는 연말연시 특별 방역대책을 12월 24일부터 2021년 1월 3일까지 지정하기로 결정하였다.[16]
- 12월 27일 정부는 12월 28일 종료 예정이었던 수도권 거리두기 2.5단계 및 비수도권 2단계 조치를 연말연시 특별대책 기간(2020.12.24 ~ 2021.1.3.)에 맞추어 2021년 1월 3일까지 6일간 연장하기로 결정하였다.[17]

#### 2021년
- 2021년 1월 2일 정부는 12월 8일부터 실시한 수도권 2.5단계, 비수도권 2단계 조치와 12월 24일부터 시행된 연말연시 특별대책의 효과가 서서히 나타나고 있다고 분석하면서, 하지만 긴장을 놓으면 안 된다며 5인 이상 집합 금지를 전국으로 확대하고 수도권의 거리두기 2.5단계 조치와 비수도권의 거리두기 2단계 조치도 1월 3일부터 2주간 연장하여 시행하였다.[18]
- 1월 17일 정부는 수도권 2.5단계,비수도권 거리두기 2단계를 1월 18일부터 2주간 추가로 연장한다고 밝혔다. 하지만 자영업자들의 생계와 형평성 문제 해결을 위해 수도권 지역의 노래연습장과 학원, 실내체육시설 등에 대한 집합금지는 해제하고 방역지침 준수 조건으로 오후9시까지 운영을 허용했다. 전국 카페에 대해선 식당처럼 오후 9시까지 실내 취식이 가능하도록 했다.[19]
- 1월 31일 정부는 현재 적용중인 거리 두기 단계(수도권 2.5단계, 비수도권 2단계)를 2월 1일부터 2월 14일까지 2주간 유지한다고 밝혔다. 다만, 거리 두기가 장기화됨에 따라 소상공인들은 계속된 운영제한과 집합금지로 인한 생업의 어려움을 호소하고 있으며, 국민의 참여도도 떨어지지 않을지 우려되는 상황이라면서 향후 1주간 환자 발생 추이, 감염 양상 등을 지켜보면서, 거리 두기 단계, 집합금지 및 운영제한에 대한 조정을 1주 후 재논의하는 것으로 하였다.[20]
- 2월 7일 정부는 현재 적용중인 거리 두기 단계를(수도권 2.5단계,비수도권 2단계) 2월 14일 24시까지 유지하며 5인 이상 사적 모임 금지,설연휴 특별 방역 대책도 유지한다고 밝혔다.다만, 거리 두기 단계 조정은 하지 않되, 지역별 감염 확산 양상이 다른 점, 서민 경제의 어려움을 고려하여, 2.8(월) 0시부터 비수도권에 대해 운영시간 제한(21→22시)을 완화한다고 밝혔다.[21][22]
- 2월 13일 정부는 국민적인 피로감 등을 고려해 2월 15일부터 적용중인 거리 두기 단계를 (수도권 2.5단계,비수도권 2단계) 한 단계 완화하여 수도권 2단계,비수도권 1.5단계로 낮추고 수도권에서도 다중이용시설 운영 제한 조치를 21시에서 22시로 완화하였다.2단계에서는 유흥주점, 단란주점, 감성주점, 콜라텍, 헌팅포차 등 유흥업소 5종의 영업이 금지되지만, 정부는 방역수칙을 준수하는 조건 하에 수도권의 유흥업소의 운영을 오후 10시까지 허용키로 했다.[23]
- 2월 26일 정부는 금주 들어 환자 발생이 감소세를 보이고 있으나, 여전히 주 평균 400명에 근접한 환자가 발생하고 있으며, 거리 두기를 완화할 경우 재확산 가능성을 배제할 수 없고, 26일부터 코로나19 백신 예방접종 시작에 따른 방역 긴장도 완화가 우려되는 상황으로, 예방접종의 차질 없는 진행을 위해 당분간 확진자 발생을 지속 억제하고 유행 차단에 주력할 필요가 있음을 함께 고려하여 현재 적용 중인 거리 두기 단계(수도권 2단계, 비수도권 1.5단계)를 3월 1일 0시부터 3월 14일 24시까지 2주간 유지하기로 발표하였다.[24]
- 3월 12일 정부는 두달간 확진자가 300~400명대를 오르내리며 정체되어 있으니 크게 오르지도 않지만 그렇다고 눈에 띄게 줄어들지도 않는 상황이어서 방역 기준을 완화했다가 자칫 지금까지 지켜온 방어선이 무너질 수 있다고 판단하여 14일 종료되는 사회적 거리두기(수도권 2단계,비수도권 1.5단계)를 2주 연장하고,5인 이상 집합 금지도 함께 2주 연장하였다.또 지금부터 2주간 특별대책 기간으로 정하고 다중이용시설 및 외국인 노동자 밀집 사업장 등 방역실태를 집중 점검하기로 했다.[25]
- 3월 26일 정부는 “하루 300~400명 확진자 수가 이어지는 가운데 사회적 거리두기에 대한 피로감은 커지는 반면 긴장감은 점점 느슨해지고 있어 우려스럽다”며 현행 사회적 거리두기(수도권 2단계,비수도권 1.5단계)를 2주 연장하였다.또 정부는 "이와 함께 추가 방역조치를 시행해 3차 유행의 정체기를 벗어나 안정기에 접어들도록 총력을 다하겠다"고 하였다.[26]
- 4월 9일 정부는 “기존 거리두기 단계와 5인 이상 모임금지는 유지하되, 방역의 효과를 극대화할 수 있는 방안을 마련해 앞으로 3주간 강도 높게 이행하겠다”고 하며,현행 사회적 거리두기와 모임 금지를 5월 2일까지 3주간 연장하였다.수도권 이외 지역도 유행상황에 따라 필요에 거리두기 단계 격상이나 다양한 방역 강화조치를 적극 시행하겠다고 밝혔다.[27]
- 4월 30일 정부는 5월의 어린이날, 어버이날, 부처님오신날 등 연휴와 행사가 집중된 5월의 시기적 특성을 고려하고,“확진자 수가 급격히 줄지도 늘지도 않고 있다”며 “언제 어떻게 급변할지 몰라 한순간도 긴장의 끈을 놓칠 수가 없는 상황”이라고 하며 사회적 거리 두기 단계(수도권 2단계, 비수도권 1.5단계)와 ‘5인 이상 사적 모임 금지’를 5월 3일부터 5월 24일까지 3주 더 연장하였다.[28]
- 5월 21일 정부는 “하루 확진자가 500명대에서 더 이상 줄어들지 않고 일상 곳곳에서 감염도 계속되고 있다”며 24일 종료되는 사회적 거리두기 단계와 5인 이상 사적모임 금지 조치를 3주간 더 연장하기로 했다.[29]
- 6월 20일 정부는 사회적 거리두기 개편안을 공개하였다. 기존 거리두기보다 사적 모임 인원 제한, 소상공인 영업 제한 등 여러 가지 제도가 완화되었다. 하지만, 거리두기 수칙을 지키지 않았을 때의 처벌 수위는 높아졌다. 거리두기를 지키지 않아 코로나19에 확진된 경우 생활지원금은 지급하지 않고, 거리두기를 지키지 않아 집단 감염 발생 시 구상권이 청구된다.[30][31]
- 7월 9일 김부겸 국무총리가 수도권의 거리두기 단계를 최고 단계인 새로운 거리두기 4단계로 격상한다고 밝혔다.[32] 이 조치는 7월 12일부터 적용되었다.
- 7월 12일부터 사회적 거리두기 4단계 적용에 따라 경기, 인천의 모든 유치원, 초등학교, 중학교, 고등학교가 전면 원격 수업으로 전환되었다.[33] 서울의 모든 유치원, 초등학교, 중학교, 고등학교는 7월 14일부터 원격 수업이 적용된다.[34]
- 7월 14일부터 서울특별시의 모든 유치원, 초등학교, 중학교, 고등학교가 전면 원격 수업으로 전환되었다.[35]
- 7월 14일 정부는 세종·전북·전남·경북을 제외한 나머지 비수도권의 거리두기 단계를 모두 2단계로 격상한다고 발표하였다.[36]
- 7월 15일 강릉시는 7월 17일부터 사회적 거리두기 단계를 3단계로 격상한다고 발표하였다.[37][38]
- 7월 18일 강릉시는 사회적 거리두기를 3단계로 격상한지 1일만에 7월 19일부터 사회적 거리두기 단계를 4단계로 격상한다고 발표하였다. 이 조치는 비수도권 최초로 적용되는 거리두기 4단계 조치이다.[39][40][41]
- 2021년 7월 19일 제주특별자치도는 사회적 거리두기를 3단계로 격상하였다.[42][43] 이날부터 비수도권에도 '5인 이상 사적모임 금지' 조치가 적용되었다.[44][45]
- 7월 27일부터 비수도권의 사회적 거리두기가 60개 기초지자체를 제외하고 3단계로 일괄격상되었다.
- 경남 함안군.창원시/충북 충주시가 사회적 거리두기를 4단계로 격상하였다.
- 강원 강릉시와 양양군이 사회적 거리두기를 3단계로 하향하였다.
- 9월 3일 정부는 수도권 4단계, 비수도권 3단계 거리두기를 10월 3일까지 4주 연장하고, 예방접종 완료자에 대한 사적모임 예외 적용 확대(4단계 6인, 3단계 8인까지 가능)한다고 밝혔다.[46]

#### 2022년
- 4월 18일부터 모든 사회적 거리두기 조치가 해제된다. 2020년 3월 거리두기 조치가 처음 시행된 지 2년 1개월 만이다.[47][48][49][50]

#### 단계별 사회적 거리두기 - 대한민국
5단계 구분
| 구분 (최근 2주간)    | 1단계                                                     | 2단계(1.5단계)                              | 3단계(2단계) | 4단계(2.5단계) | 5단계 이상(5~8)(3단계)                                                                                        |
| 구분 (최근 2주간)    | 생활방역                                                  | 지역적 유행 개시                            | 지역 유행 급속 전파 전국적 확산 개시 | 전국적 유행 본격화 | 전국적 대유행                                                                                                 |
| 일일 확진환자 수(명) | 지역별로 세분화                                           | 지역별로 세분화                             | 다음과 같은 세 가지 중 하나 충족 - ① 유행권역에서 1.5단계 조치 1주 경과 후, 확진자수가 1.5단계 기준의 2배 이상 지속 - ② 2개 이상 권역에서 1.5단계 유행이 1주 이상 지속 - ③ 전국 확진자 수 300명 초과 상황 1주 이상 지속 - 지역별 세분화 가능 | - 전국 주평균 확진자가 400명~500명 이상이거나, 전국 2단계 상황에서 더블링 등 급격한 환자 증가 상황 -지역별 세분화 가능 | - 전국 주평균 확진자 800~1000명 이상이거나, 2.5단계 상황에서 더블링 등 급격한 환자 증가 -지역별 세분화 불가능 |
| 공공 다중시설        | 장소별로 세분화                                           | 장소별로 세분화                             | 장소별로 세분화 | 장소별로 세분화 | 장소별로 세분화                                                                                               |
| 민간 다중시설        | 장소별로 세분화                                           | 장소별로 세분화                             | 장소별로 세분화 | 장소별로 세분화 | 장소별로 세분화                                                                                               |
| 영업(이용) 시간      | 제한 없음                                                 | 제한 없음                                   | 오후9시부터 익일 오전5시까지 포장주문과 배달주문을 제외한 영업 금지 | 오후9시부터 익일 오전5시까지 포장주문과 배달주문을 제외한 영업 금지                                                    | 오후9시 이후 영업 중단                                                                                        |
| 스포츠 행사          | 관중 50% 입장                                             | 관중 30% 입장                               | 관중 10% 입장 | 무관중 경기 | 경기 중단 |
| 학교/유치원/어린이집 | (전면) 등교 및 원격 수업 (전체 인원의 2/3 이상 등교 가능) | 등교 인원 제한 (전체의 2/3 이하)            | 등교 및 원격 수업 (전체의 1/3~2/3 이하) | 전체 인원의 1/3만 등교 가능                                                                                            | 전면 원격 수업 또는 휴업 (긴급돌봄 제외)                                                                      |
| 공공기관, 기업       | 유연, 재택근무 등을 통한 근무밀집도 최소화                | 유연, 재택근무 등을 통한 근무인원 제한      | 유연, 재택근무 등을 통한 근무인원 제한 | 유연, 재택근무 등을 통한 근무인원 제한                                                                                 | 필수 인원 제외 전원 재택근무                                                                                  |
| 민간기관, 기업       | 유연, 재택근무 등의 활성화 권장                           | 유연, 재택근무 등을 통해 근무인원 제한 권고 | 유연, 재택근무 등을 통해 근무인원 제한 권고 | 유연, 재택근무 등을 통해 근무인원 제한 권고                                                                            | 필수 인원 제외 전원 재택근무 권고                                                                             |

4단계 구분
| 구분            | 1단계                                      | 2단계                                       | 3단계                                       | 4단계                                                  |
| 구분            | 지속적 억제상태 유지                       | 지역 유행                                   | 권역 유행                                   | 대유행                                                 |
| 영업(이용) 시간 | 제한 없음                                  | 1·2그룹 밤12시 이후 운영 제한               | 1·2그룹 오후10시 이후 운영 중단             | 1·2·3그룹 오후10시 이후 운영 중단                      |
| 사적 모임       | 방역수칙 준수                              | 9인 이상 금지                               | 5인 이상 금지                               | 오후6시 이전 5인 이상 금지, 오후6시 이후 3인 이상 금지 |
| 스포츠 행사     | 관중 30 ~ 50% 입장                         | 관중 10% 입장                               | 무관중 경기                                 | 경기 중단                                              |
| 공공기관, 기업  | 유연, 재택근무 등을 통한 근무밀집도 최소화 | 유연, 재택근무 등을 통한 근무인원 제한      | 유연, 재택근무 등을 통한 근무인원 제한      | 유연, 재택근무 등을 통한 근무인원 제한                 |
| 민간기관, 기업  | 유연, 재택근무 등의 활성화 권장            | 유연, 재택근무 등을 통해 근무인원 제한 권고 | 유연, 재택근무 등을 통해 근무인원 제한 권고 | 유연, 재택근무 등을 통해 근무인원 제한 권고            |

| 1그룹    | 유흥시설(유흥주점, 단란주점, 감성주점, 헌팅포차), 콜라텍·무도장, 홀덤펍 |
| 2그룹    | 식당·카페류, 노래(코인) 연습장, 목욕장업(목욕, 찜질, 사우나 등), 실내체육시설(고강도 유산소 중심), 방문판매 등을 위한 직접판매홍보관                                       |
| 3그룹    | 학원, 영화관·공연장, 독서실·스터디카페, 결혼식장, 장례식장, 이·미용업, 실내체육시설(중저강도), 유원시설(놀이공원, 워터파크), 오락실·멀티방, 상점·마트·백화점, 카지노, PC방 |
| 기타시설 | 스포츠 경기장, 경마·경륜·경정장, 미술·박물관, 실외체육시설, 숙박시설, 파티룸, 도서관, 키즈카페, 돌잔치전문점, 전시·박람회장, 마사지·안마소, 국제회의장, 종교시설           |
| 사업장   | 사업장, 유통 및 물류센터, 콜센터 |

### 이탈리아
이탈리아의 경우 코로나19 범유행과 관련된 확진 환자가 빠르게 전파되면서, 한국과 비슷한 대책을 뒤늦게 내놓았지만, 이탈리아 코로나 확진환자가 한국은 물론 중국까지 추월하여 한 때 1위를 수성하였다. 그러다가 이후에는 영국, 브라질, 인도, 러시아, 미국, 페루 등에게 내주면서 한국과 비슷하게 중위권에 처져 있었던 것으로 나와 있다. 이에 따라 외출 금지, 출근 시 재택 근무 원칙 준수, 외출 시 쇼핑과 같이 급한 상황이 벌어지는 경우에만 제한적으로 허용하는 등 인원수, 시차 간격을 넓혀서 나가게 하도록 권고하게 되는 경우도 있다.

### 싱가포르
그간 코로나19 관련 방역 수칙을 철저히 준수하였던 싱가포르 역시 한국이나 중국, 일본과는 정반대로 원천적으로 봉쇄하고 많이 모이게 되는 장소에 나갈 수 없게 하는 조건을 내걸어서 자발적으로 코로나19 사회적 거리두기를 타이완 수준으로 유지하다가 이후에는 폭발적으로 빠르게 전파되면서 코로나 규칙을 더 준수해야 할 필요성이 크기 때문에 외출 자제령, 유튜브 등을 활용한 온라인 커뮤니티 참여 유도 등을 대안으로 제시하고 있다.

### 일본
일본의 경우 한국보다 앞선 2020년 7월 하순 내지 8월 상순 무렵부터 코로나19 관련 하루 신규 확진 환자수가 수백명 정도 발생되었던 사례가 있고, 한 때는 1,000여 명의 신규 확진 환자가 수일 연속 발생되는 등 아날로그 사회에 더 익숙한 일본에서는 각 기업이나 사업체 등을 중심으로 텔레워크(재택근무 등)를 대안으로 제시하였으며, 유흥업소의 운영 중지를 한국의 이태원과 유사하게 중단 명령을 권고하기도 하였다. 그래서 일본 내에서의 코로나19 관련 사후 조치를 한국과 비슷하게 재난지원금 지급과 더불어 외출 금지, 영업 제한, 일반적인 모임 참가 규제, 야구장 등 경기장 입장 규제 등의 조건을 내걸기도 하였다.

### 미국
미국은 코로나19가 심상치 않게 발생되기도 하고 하루 신규 확진자가 1만 명 내지 5만 명을 넘어서는 등 세계에서 가장 많은 코로나19 확진 환자가 발생한 국가로 전락하였다. 그러나 미국은 대륙, 주마다 인구가 많이 밀집해 있는 곳들이 허다하게 많은 경우가 있고 시신을 안치할 장례식장의 부재 여파에 따라 땅 속에 임시로 묻는 작업까지도 수행하고 있지만, 미국에서도 주나 군, 기업체마다 재택근무를 권장해달라고 요구하고 있고 학업 활동도 역시 유튜브나 넷플릭스 등과 유사한 온라인 스트리밍 서비스를 활용하여 원격 수업에 들어가는 경우도 있다. 그리고 쇼핑도 역시 온라인 비대면 택배 서비스로 대체되는 경우도 물론 있다. 각 지역 주민들을 위해서 재난지원금도 지급하고 있다.

## 같이 보기
- 집단 면역
- 록다운 (정책)